# Repubblica Socialista Sovietica Autonoma del Turkestan
La Repubblica Socialista Sovietica Autonoma del Turkestan (in russo Туркестанская Автономная Советская Социалистическая Республика?, Turkestanskaja Avtonomnaja Sovetskaja Socialističeskaja Respublika), inizialmente Repubblica Federativa Socialista del Turkestan, era una Repubblica autonoma dell'Unione Sovietica, fondata originariamente nella valle del Syr Darya, nel Turkestan russo in seguito alla rivoluzione d'ottobre dai soldati ed altri lavoratori russi ivi presenti, e solo in minor parte da autoctoni musulmani. La sua capitale è stata Tashkent e la repubblica comprendeva parte degli attuali territori del Kirghizistan, Kazakistan, Uzbekistan, Tagikistan, e Turkmenistan.

## Storia
Isolata da Mosca per due anni, fu costantemente in guerra con gli Stati confinanti. Dopo aver conquistato nel sangue l'Autonomia di Kokand dei Jadid (14.000 morti, febbraio 1918), nel luglio 1918 conquistò il territorio del Turkmenistan giungendo fino alle rive del Mar Caspio, e lo tenne fino a luglio del 1919, quando esso con l'aiuto inglese si rese indipendente come Repubblica Transcaspiana.
Nel febbraio 1920 il Turkestan ne riprese possesso dopo il ritiro britannico e l'abdicazione del Khan del Khanato di Khiva (che in seguito divenne RSS Corasma) consentendo il passaggio attraverso quel territorio. Anche l'Emirato di Bukhara ed il suo emiro Mohammed Alim Khan, non ebbe buona sorte, e fu sconfitto dal generale bolscevico Michail Frunze il 2 settembre e convertito in RSS Bukhara. Poi col loro aiuto soffocò la rivolta dei Basmachi e l'Autonomia di Alash. Ma solo nel 1931 le ultime roccaforti musulmane nel Pamir verranno eliminate.
Nel 1924 è stato suddiviso in RSS Turkmena (ora Turkmenistan), RSS Uzbeka (ora Uzbekistan), RSS Tagika (ora Tagikistan), oblast' autonoma kara-kirghisa (ora Kirghizistan) e oblast' autonoma Karakalpaka (ora Karakalpakstan).